# Sungača
Sungača (rusky Сунгача) je řeka na Dálném východě, která tvoří státní hranici mezi ČLR (Chej-lung-ťiang) a Ruskem (Chabarovský kraj). Délka řeky se pohybuje mezi 180 až 210 km. Plocha povodí měří přibližně 25 600 km², z čehož 21 000 km² připadá Rusku.

## Průběh toku
Odtéká ze severovýchodní části jezera Chanka, přičemž do 20. století odtok tvořila dvě ramena, z nichž pravé, zvané Malá Sungača, vyschlo. Na jeho místě ve 20. století zůstala řada jezer propojených průtoky. Řeka teče bažinatou oblastí Chankajské roviny a podél jejího toku se nachází mnoho nevelkých jezer. Vzdálenost počátku a ústí řeky je jen 80 km, avšak díky velké členitosti koryta dosahuje řeka více než dvojnásobné délky. Průběh koryta se často mění a tím i délka řeky. Šířka řeky se pohybuje od 30 do 60 m, průměrná hloubka mezi 3 a 3,5 m a rychlost toku okolo 0,5 m/s. Břehy jsou nízké, porostlé lesy a keři. Říční niva je porostlá trávou a tvořena hlinitou půdou a černozemí.

### Přítoky
- zprava – Belaja (délka 87 km), Čjornaja (délka 87 km)

## Vodní režim
Zamrzá v listopadu a rozmrzá v březnu. Díky kontinentálnímu podnebí dosahuje tloušťka ledu až 1 m.

## Využití
Do poloviny 20. století byla na celém toku řeky možná vodní doprava, než se v 80. letech snížila úroveň hladiny jezera Chanka. Od té doby mohou mezi řekou Ussuri a jezerem Chanka plout jen malé lodě. Řeka je bohatá na ryby. V jezerech v říční nivě roste reliktní lotos indický.